# Echte Salamander
Die Echten Salamander (Salamandridae), auch Echte Salamander und Molche genannt, sind eine Familie der Schwanzlurche (Caudata oder Urodela). Größerenteils leben deren Vertreter halb- bis vollaquatil; einige, wie die Gattung Salamandra (Eigentliche Salamander), bevorzugen dagegen eine terrestrische Lebensweise. Die Verbreitung der über 110 Arten dieser Familie erstreckt sich über die klimatisch vorwiegend gemäßigten Zonen der Nordhalbkugel von Nordamerika über Europa bis ins fernöstliche Asien.

## Merkmale
Die Tiere besitzen ophistocoele (hinten ausgehöhlte) Wirbelkörper. Die Gaumenzähne stehen in zwei nach hinten auseinanderstrebenden Längsreihen. Zum Knochenbau ist ferner zu bemerken, dass auf dem Parietal kein Sagittalkamm vorhanden ist. Echte Salamander und Molche betreiben eine innere Befruchtung – meist nehmen die Weibchen mit ihrer Kloake ein oder mehrere zuvor vom Männchen abgesetzte Samenpakete auf. Als Adulte besitzen sie keine Kiemenlöcher beziehungsweise Kiemen mehr, sondern sind mit der Metamorphose zu Lungen- und Hautatmung übergegangen (Ausnahme: neotene Exemplare). Manche Arten werden kaum länger als ein kleiner Menschenfinger, während der Spanische Rippenmolch über 30 Zentimeter Körperlänge erreicht.

## Innere Systematik
Zur Familie Salamandridae gehören drei Unterfamilien, 22 Gattungen und 145 Arten:
Stand 20. Oktober 2024

### Unterfamilie Pleurodelinae

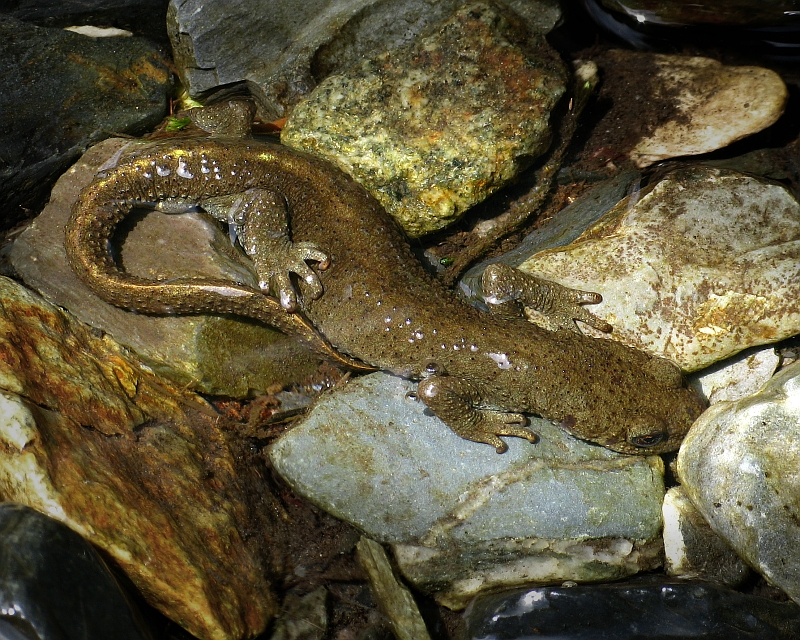
Pyrenäen-Gebirgsmolch (Calotriton asper)

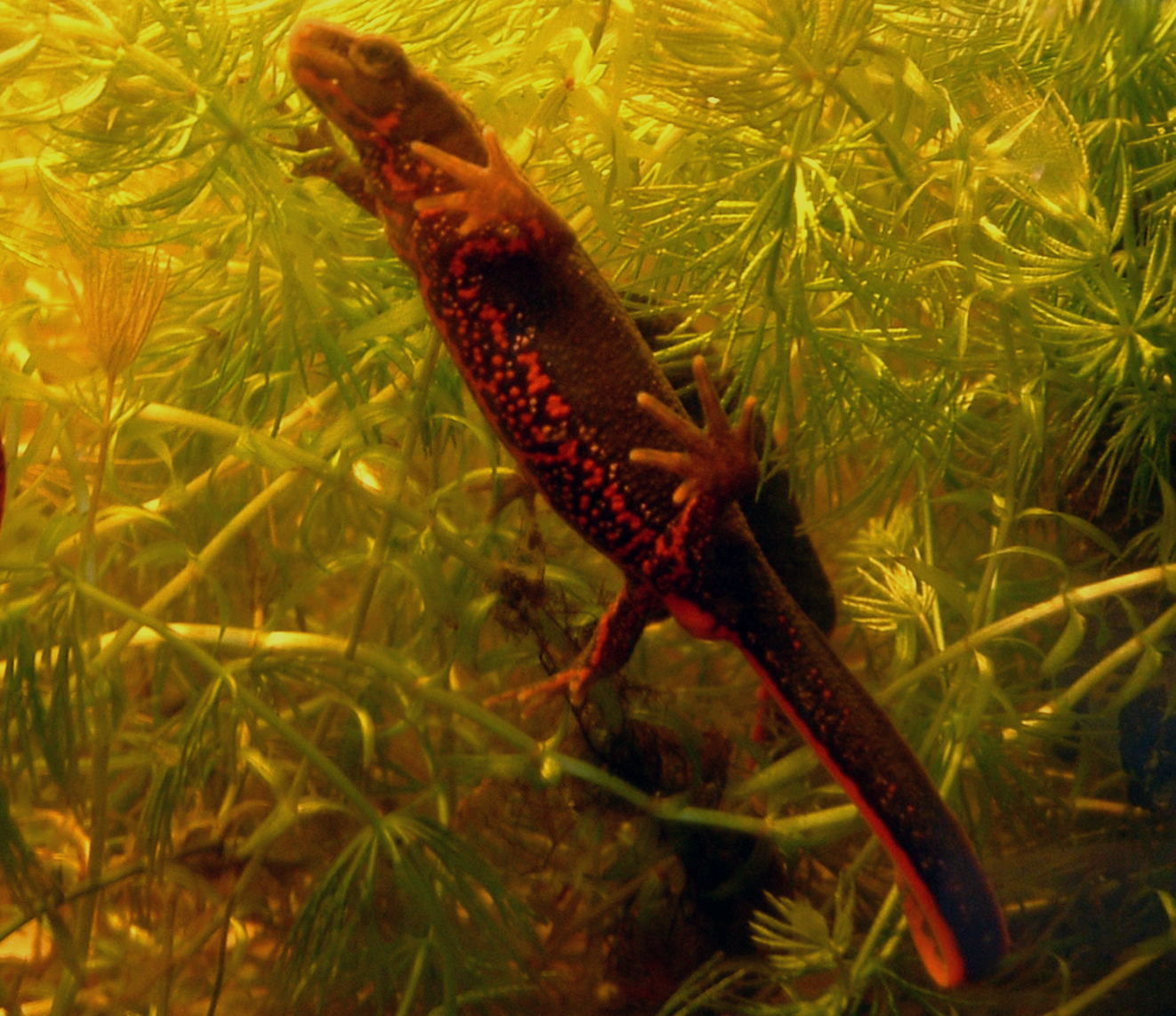
Japanischer Feuerbauchmolch (Cynops pyrrhogaster)

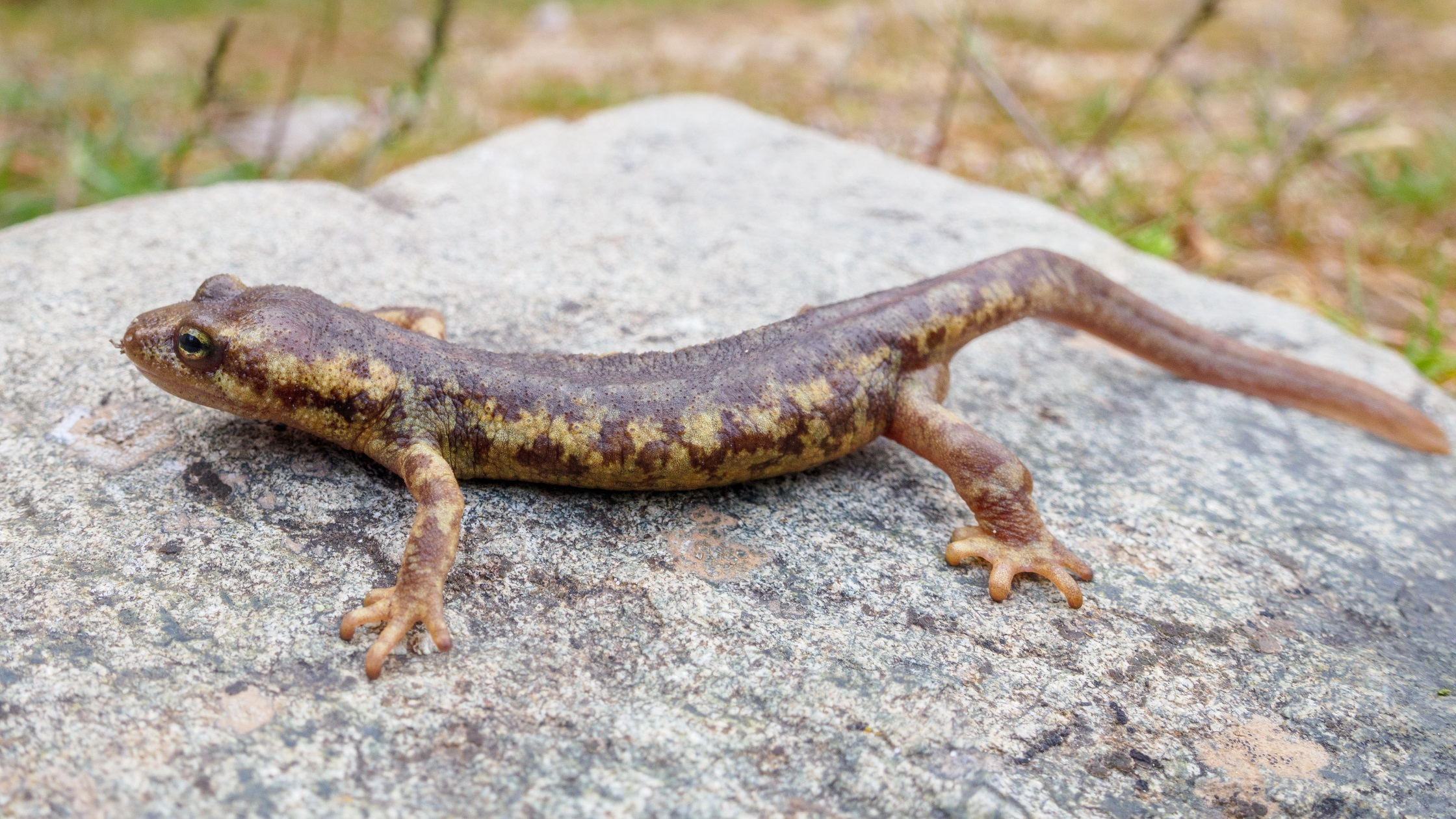
Korsischer Gebirgsmolch (Euproctus montanus)

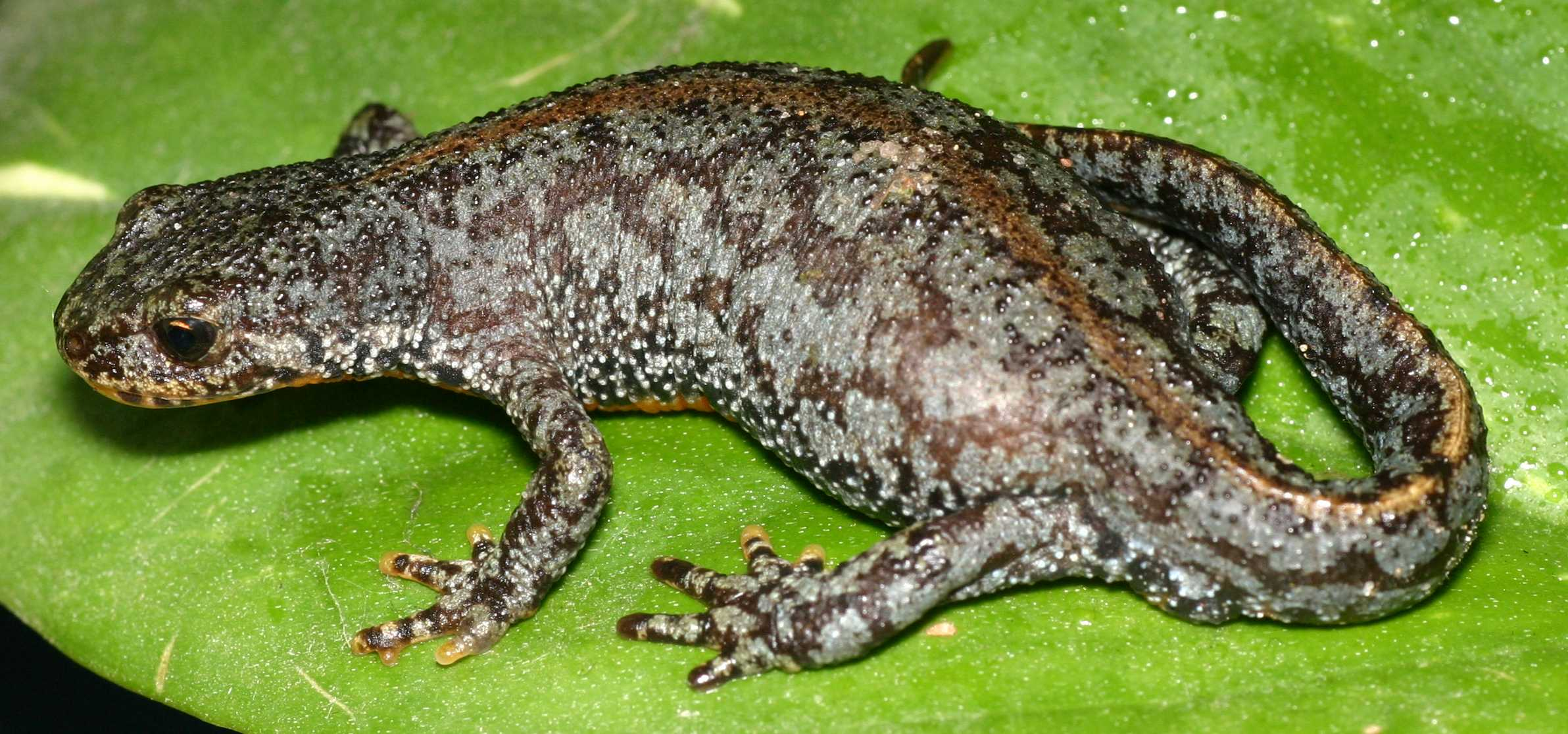
Bergmolch (Ichthyosaura alpestris)

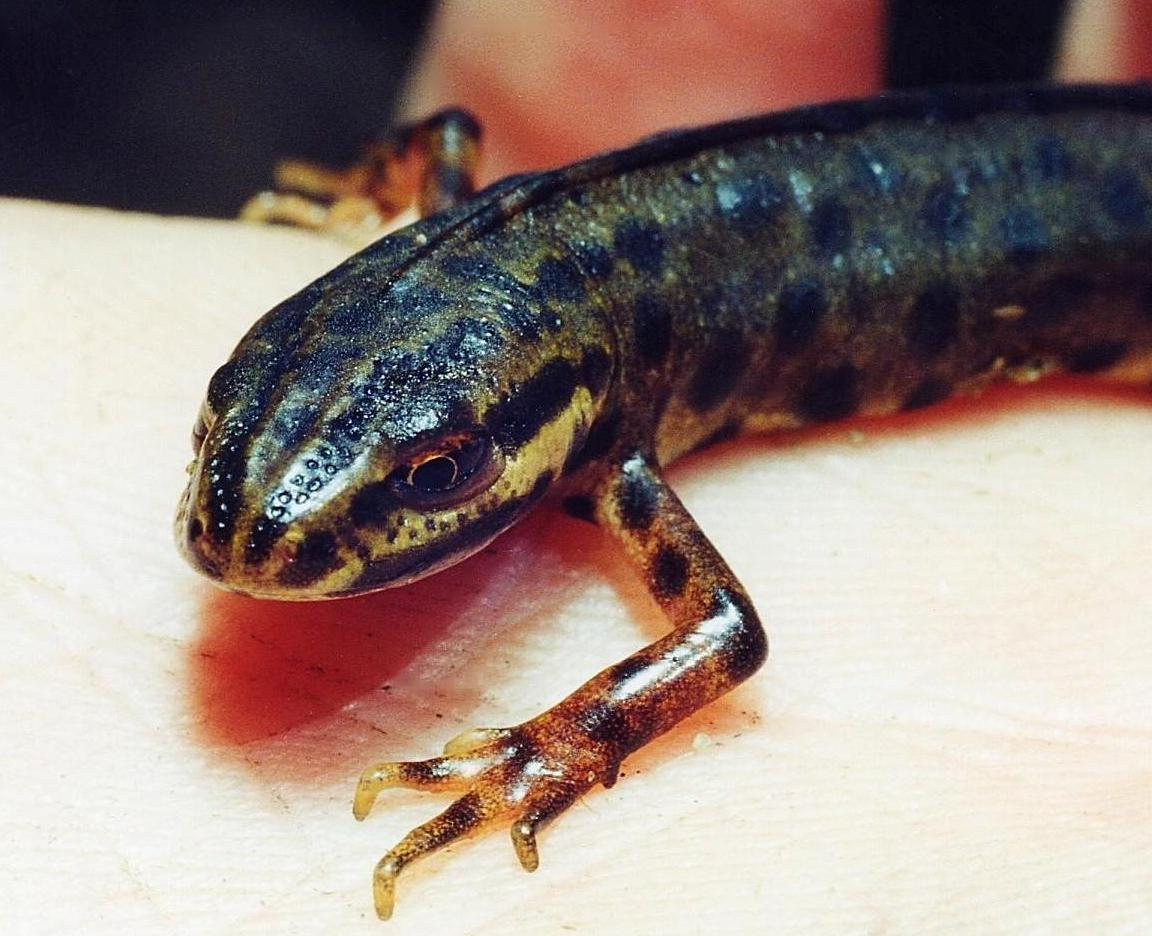
Teichmolch (Lissotriton vulgaris)

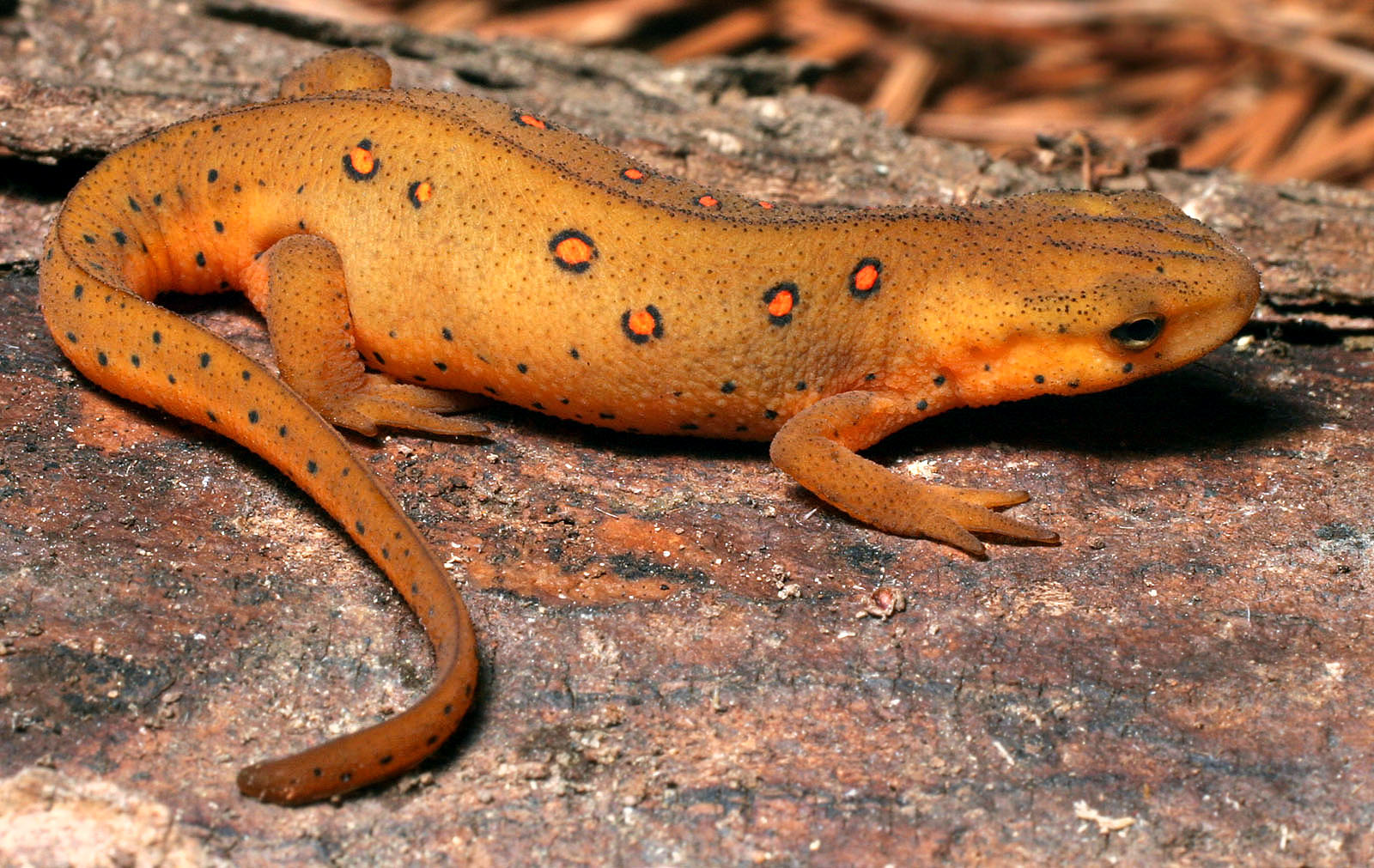
Grünlicher Wassermolch (Notophthalmus viridescens)

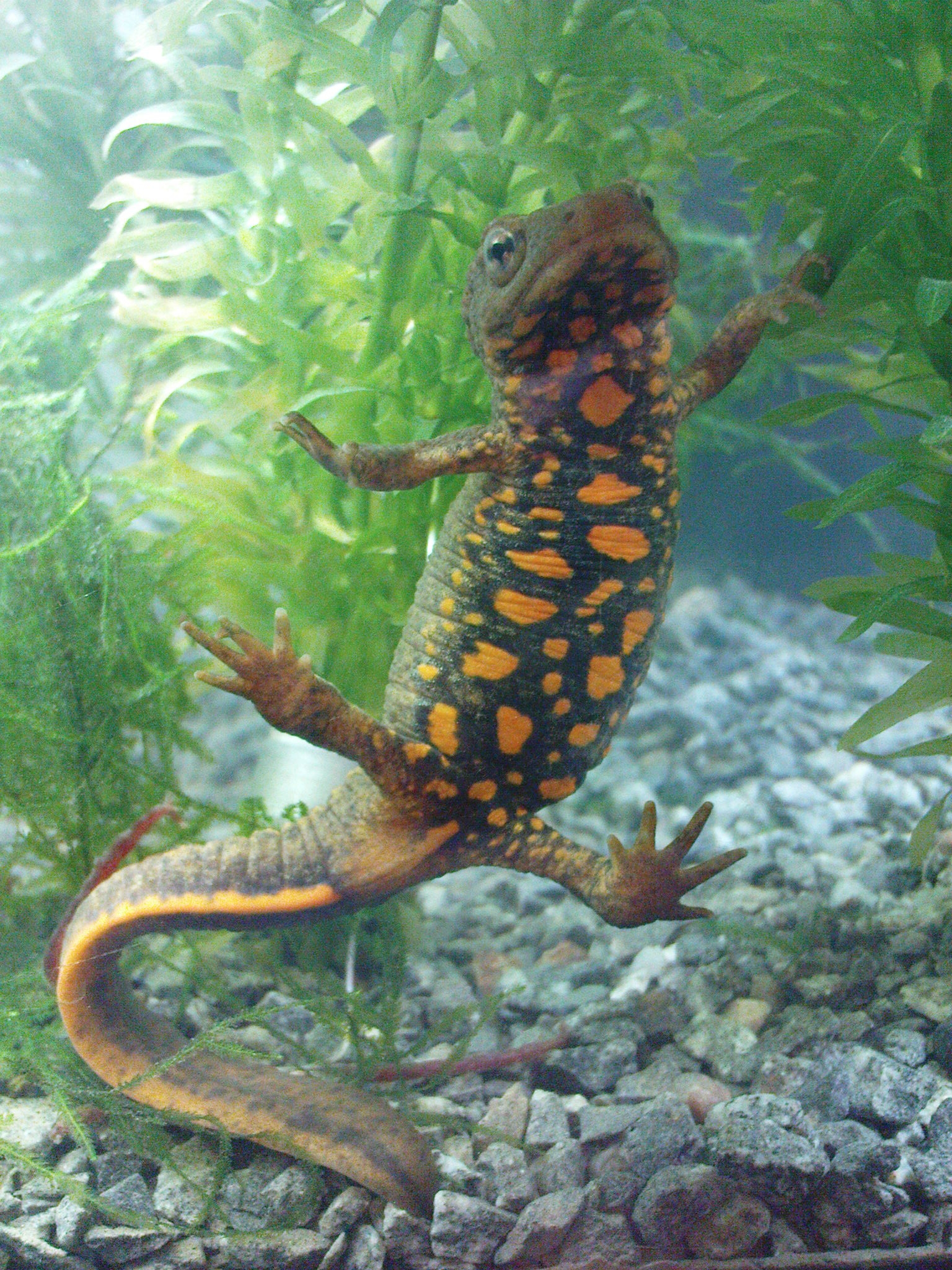
Paramesotriton sp.

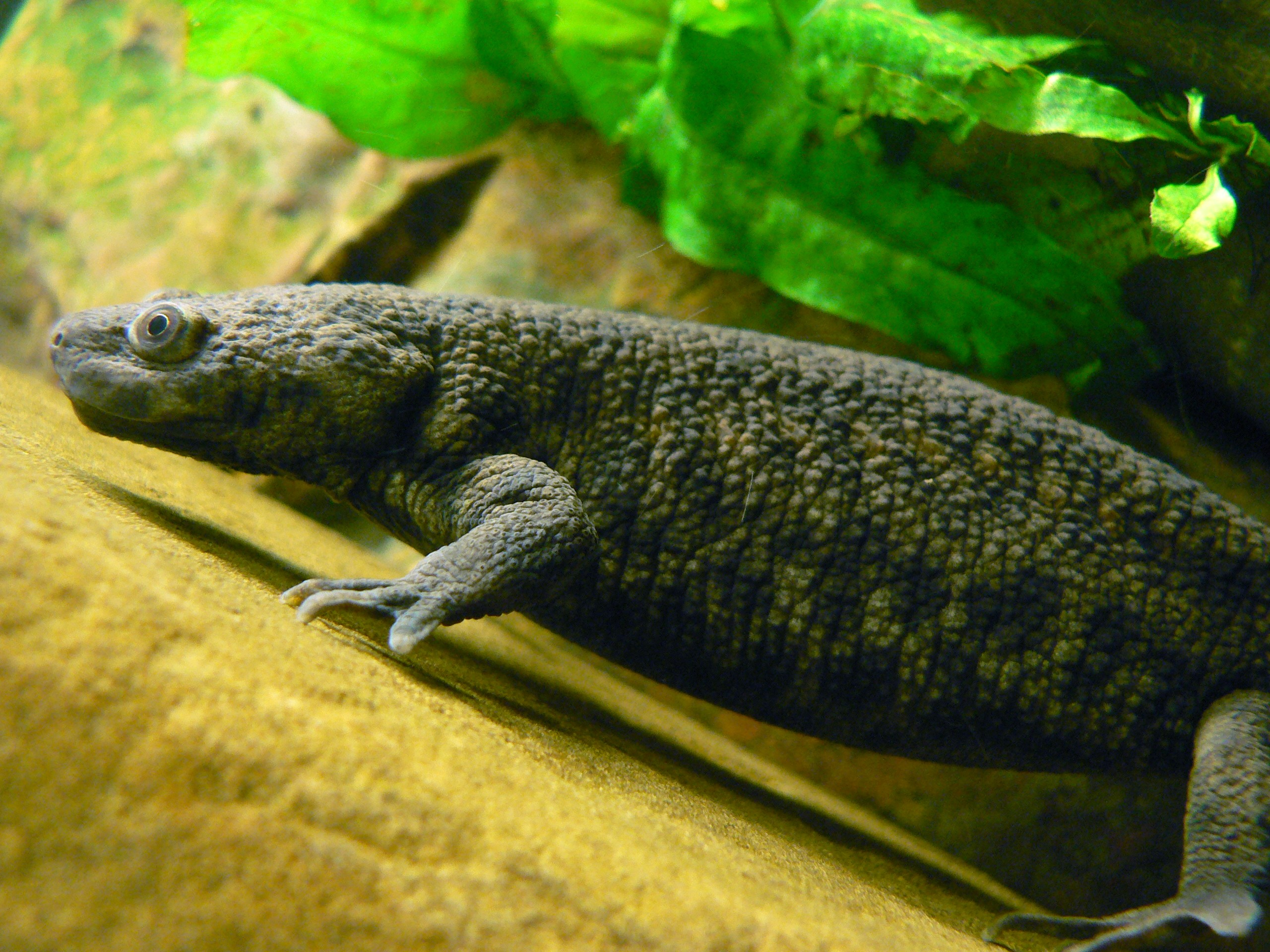
Spanischer Rippenmolch (Pleurodeles waltl)

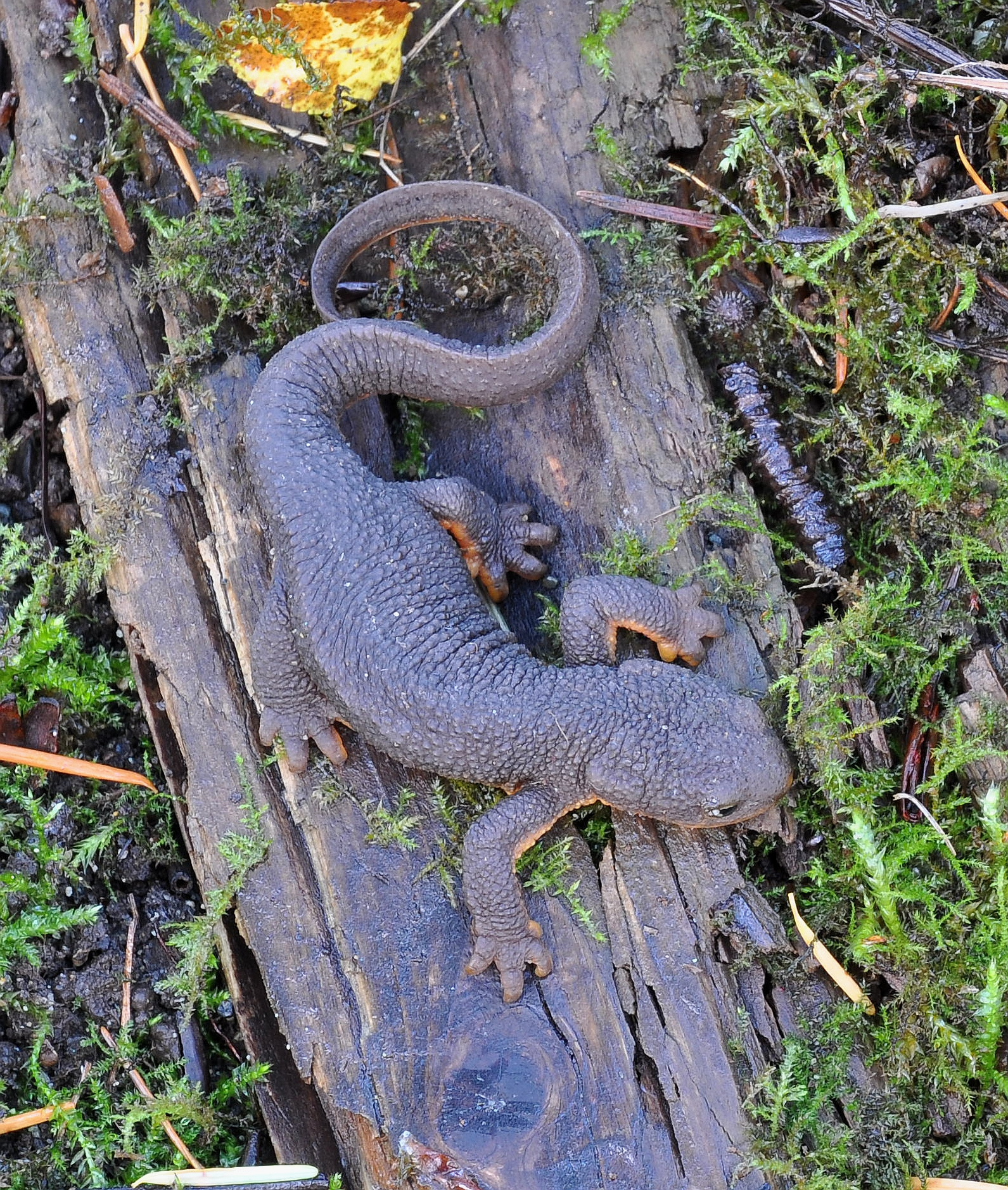
Rauhäutiger Gelbbauchmolch (Taricha granulosa)

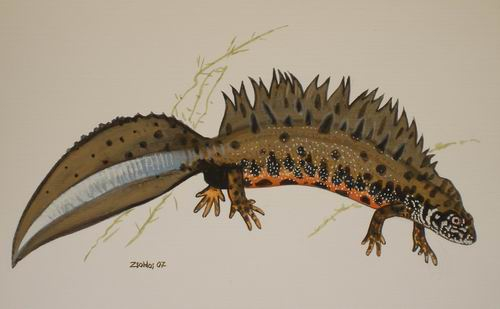
Donau-Kammmolch (Triturus dobrogicus)

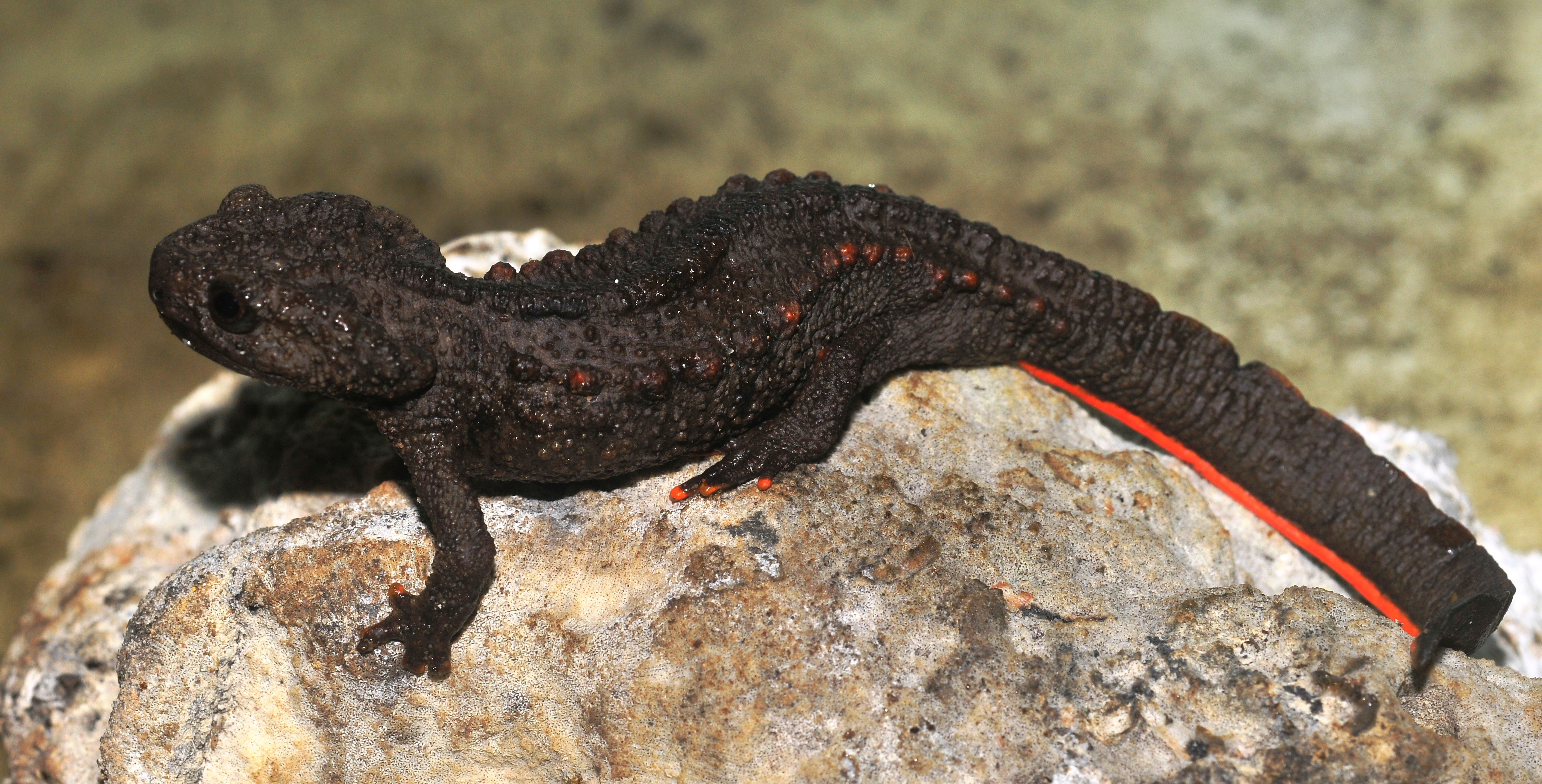
Tylototriton ziegleri

Die Unterfamilie Pleurodelinae Tschudi, 1838 umfasst 17 Gattungen mit 127 Arten.
- Gattung Calotriton Gray, 1858
  - Montseny-Gebirgsmolch (Calotriton arnoldi Carranza & Amat, 2005)
  - Pyrenäen-Gebirgsmolch (Calotriton asper (Dugès, 1852))
- Gattung Feuerbauchmolche (Cynops Tschudi, 1838)
  - Cynops ensicauda (Hallowell, 1861) – Schwertschwanzmolch
  - Cynops pyrrhogaster (Boie, 1826) – Japanischer Feuerbauchmolch
- Gattung Echinotriton Nussbaum & Brodie, 1982
  - Echinotriton andersoni (Boulenger, 1892)
  - Echinotriton chinhaiensis (Chang, 1932)
  - Echinotriton maxiquadratus Hou, Wu, Yang, Zheng, Yuan & Li, 2014[2]
  - Echinotriton raffaellii Hernandez & Dufresnes, 2022
- Gattung Europäische Gebirgsmolche (Euproctus Gené, 1838)
  - Korsischer Gebirgsmolch (Euproctus montanus (Savi, 1838))
  - Sardischer Gebirgsmolch (Euproctus platycephalus (Gravenhorst, 1829))
- Gattung Hypselotriton (früher zum Teil in Cynops)
  - Hypselotriton chenggongensis (Kou and Xing, 1983)
  - Hypselotriton cyanurus (Liu, Hu, and Yang, 1962)
  - Hypselotriton fudingensis (Wu, Wang, Jiang, and Hanken, 2010)
  - Hypselotriton huanggangensis Jiang, Huang, Fan, Cheng, Raffaëlli & Chen, 2024
  - Hypselotriton jiaoren (Lyu, Qi & Wang, 2023)
  - Hypselotriton maguae (Lyu, Qi & Wang, 2023)
  - Hypselotriton oolong Wang, Zeng, Wei & Lyu, 2024
  - Hypselotriton orientalis (David, 1873) – Chinesischer Feuerbauchmolch
  - Hypselotriton orphicus (Risch, 1983) Synonym: Cynops glaucus Yuan, Jiang, Ding, Zhang & Che, 2013
  - Hypselotriton wolterstorffi (Boulenger, 1905) † – Wolterstorff-Molch
  - Hypselotriton yunnanensis (Yang, 1979), Synonym: Cynops puerensis Rao, Zeng, Zhu & Ma, 2022 "2020"[3]
- Gattung Ichthyosaura Sonnini de Manoncourt & Latreille, 1801
  - Bergmolch (Laurenti, 1768)
    - Ichthyosaura alpestris apuana (Bonaparte 1839)
    - Ichthyosaura alpestris reiseri (Werner, 1902)
    - Ichthyosaura alpestris veluchiensis (Wolterstorff, 1935)
- Gattung Laotriton Dubois & Raffaëlli, 2009
  - Laotriton laoensis (Stuart & Papenfuss, 2002)
- Gattung Lissotriton Bell, 1839
  - Spanischer Wassermolch (Lissotriton boscai (Lataste, 1879))
  - Griechischer Teichmolch (Lissotriton graecus (Wolterstorff, 1906))
  - Fadenmolch (Lissotriton helveticus (Razoumowsky, 1789))
  - Italienischer Wassermolch (Lissotriton italicus (Peracca, 1898))
  - Kosswig-Teichmolch (Lissotriton kosswigi (Freytag, 1955))
  - Kaukasus-Teichmolch (Lissotriton lantzi (Wolterstorff, 1914))
  - Lissotriton maltzani (Boettger, 1879)
  - Karpatenmolch (Lissotriton montandoni (Boulenger, 1880))
  - Ägäischer Teichmolch (Lissotriton schmidtleri (Raxworthy, 1988))
  - Teichmolch (Lissotriton vulgaris (Linnaeus, 1758))
- Gattung Neurergus Cope, 1862
  - Neurergus barani Öz, 1994
  - Urmia-Molch (Neurergus crocatus) Cope, 1862
  - Neurergus derjugini (Nesterov, 1916)
  - Zagros-Molch (Neurergus kaiseri) Schmidt, 1952
  - Neurergus munzurensis Olgun, Avcı, Bozkurt, Üzüm, Olgun & Ilgaz, 2016
  - Neurergus strauchii (Steindachner, 1887)
- Gattung Ostamerikanische Wassermolche (Notophthalmus Rafinesque, 1820)
  - Schwarzgefleckter Wassermolch (Notophthalmus meridionalis (Cope, 1880))
  - Gestreifter Wassermolch (Notophthalmus perstriatus Bishop, 1941)
  - Grünlicher Wassermolch (Notophthalmus viridescens (Rafinesque, 1820))
- Gattung Ommatotriton Gray, 1850
  - Nördlicher Bandmolch (Ommatotriton ophryticus (Berthold, 1846))
  - Südlicher Bandmolch (Ommatotriton vittatus (Gray, 1835))
  - Anatolischer Bandmolch (Ommatotriton nesterovi (Litvinchuk, Zuiderwijk, Borkin & Rosanov, 2005))
- Gattung Pachytriton Boulenger, 1878
  - Pachytriton airobranchiatus Li, Yuan, Li & Wu, 2018
  - Pachytriton archospotus Shen, Shen & Mo, 2008
  - Pachytriton brevipes (Sauvage, 1876)
  - Pachytriton changi Nishikawa, Matsui & Jiang, 2012
  - Pachytriton feii Nishikawa, Jiang & Matsui, 2011
  - Pachytriton granulosus Chang, 1933
  - Pachytriton inexpectatus Nishikawa, Jiang, Matsui & Mo, 2011
  - Pachytriton moi Nishikawa, Jiang & Matsui, 2011
  - Pachytriton wuguanfui Yuan, Zhang & Che, 2016
  - Pachytriton xanthospilos Wu, Wang & Hanken, 2012
- Gattung Paramesotriton Chang, 1935 (15 Arten)
  - Paramesotriton aurantius Yuan, Wu, Zhou & Che, 2016
  - Paramesotriton caudopunctatus (Liu & Hu, 1973)
  - Paramesotriton chinensis (Gray, 1859)
  - Paramesotriton deloustali (Bourret, 1934)
  - Paramesotriton fuzhongensis Wen, 1989
  - Paramesotriton guanxiensis (Huang, Tang & Tang, 1983)
  - Paramesotriton hongkongensis (Myers & Leviton, 1962)
  - Paramesotriton labiatus (Unterstein, 1930)
  - Paramesotriton longliensis Li, Tian, Gu & Xiong, 2008
  - Paramesotriton malipoensis Rao, Liu, Zhu & Ma, 2022 "2020"[3]
  - Paramesotriton maolanensis Gu, Chen, Tian, Li & Ran, 2012
  - Paramesotriton quixilingensis Yuan, Zhao, Jiang, Hou, He, Murphy & Che, 2014
  - Paramesotriton wulingensis Wang, Tian & Gu, 2013
  - Paramesotriton yunwuensis Wu, Jiang & Hanken, 2010
  - Paramesotriton zhijinensis Li, Tian & Gu, 2008
- Gattung Rippenmolche (Pleurodeles Michahelles, 1830)
  - Pleurodeles nebulosus (Guichenot, 1850)
  - Pleurodeles poireti (Gervais, 1835)
  - Spanischer Rippenmolch (Pleurodeles waltl Michahelles, 1830)
- Gattung Westamerikanische Wassermolche (Taricha Gray, 1850)
  - Rauhäutiger Gelbbauchmolch (Taricha granulosa (Skilton, 1849))
  - Taricha rivularis (Twitty, 1935)
  - Taricha sierrae (Twitty, 1942)
  - Taricha torosa (Rathke, 1833)
- Gattung Triturus Rafinesque, 1815
  - Anatolischer Kammmolch (Triturus anatolicus Wielstra & Arntzen, 2016)
  - Triturus carnifex (Laurenti, 1768)
  - Nördlicher Kammmolch (Triturus cristatus (Laurenti, 1768))
  - Donau-Kammmolch (Triturus dobrogicus (Kiritzescu, 1903))
  - Bureschs Kammmolch (Triturus ivanbureschi Arntzen & Wielstra in Wielstra, Litvinchuk, Naumov, Tzankov & Arntzen, 2013)
  - Asiatischer Kammmolch (Triturus karelinii (Strauch, 1870))
  - Makedonischer Kammmolch (Triturus macedonicus (Karaman, 1922))
  - Marmormolch (Triturus marmoratus (Latreille, 1800))
  - Zwerg-Marmormolch (Triturus pygmaeus (Wolterstorff, 1905))
  - Triturus rudolfi Arntzen, 2024
- Gattung Krokodilmolche (Tylototriton Anderson, 1871)
  - Tylototriton anguliceps Le, Nguyen, Nishikawa, Nguyen, Pham, Matsui, Bernardes & Nguyen, 2015
  - Tylototriton anhuiensis Qian, Sun, Li, Guo, Pan, Kang, Wang, Jiang, Wu, and Zhang, 2017
  - Tylototriton asperrimus Unterstein, 1930
  - Tylototriton broadoridgus Shen, Jiang & Mo, 2012
  - Tylototriton dabienicus Chen, Wang & Tao, 2010
  - Tylototriton daloushanensis Zhou, Xiao & Luo, 2022
  - Tylototriton hainanensis Fei, Ye & Yang, 1984
  - Tylototriton himalayanus Khatiwada, Wang, Ghimire, Vasudevan, Paudel & Jiang, 2015
  - Tylototriton houi Hernandez and Dufresnes, 2022 "2023"
  - Tylototriton joe Rao, Zeng, Zhu & Ma, 2022 "2020"[3]
  - Tylototriton kachinorum Zaw, Lay, Pawangkhanant, Gorin & Poyarkov, 2019
  - Tylototriton kweichowensis Fang & Chang, 1932
  - Tylototriton lizhengchangi Hou, Zhang, Jiang, Li & Lu, 2012
  - Tylototriton liuyangensis Yang, Jiang, Shen & Fei, 2014
  - Tylototriton maolanensis Li, Wei, Cheng, Zhang & Wang, 2020
  - Tylototriton ngarsuensis Grismer, Wood, Quah, Thura, Espinoza, Grismer, Murdoch & Lin, 2018
  - Tylototriton ngoclinhensis Phung, Pham, Nguyen, Ninh, Nguyen, Bernardes, Le, Ziegler & Nguyen, 2023
  - Tylototriton notialis Stuart, Phimmachak, Sivongxay & Robichaud, 2010
  - Tylototriton panhai Nishikawa, Khonsue, Pomchote & Matsui, 2013
  - Tylototriton panwaensis Grismer, Wood, Quah, Thura, Espinoza & Murdoch, 2019
  - Tylototriton pasmansi Bernardes, Le, Nguyen, Pham, Pham, Nguyen & Ziegler, 2020
  - Tylototriton phukhaensis Pomchote, Khonsue, Thammachoti, Hernandez, Peerachidacho, Suwannapoom, Onishi & Nishikawa, 2020
  - Tylototriton podichthys Phimmachak, Aowphol & Stuart, 2015
  - Tylototriton pseudoverrucosus Hou, Gu, Zhang, Zeng & Lu, 2012
  - Tylototriton pulcherrimus Hou, Zhang, Li & Lu, 2012
  - Mandarin-Krokodilmolch Tylototriton shanjing Nussbaum, Brodie & Yang, 1995
  - Tylototriton shanorum Nishikawa, Matsui & Rao, 2014
  - Tylototriton sini Lyu, Wang, Zeng, Zhou, Qi, Wan & Wang, 2021
  - Tylototriton sparreboomi Bernardes, Le, Nguyen, Pham, Pham, Nguyen & Ziegler, 2020
  - Tylototriton taliangensis Liu, 1950
  - Tylototriton thaiorum Poyarkov, Nguyen & Arkhipov, 2021
  - Tylototriton tongziensis Li, Liu, Shi, Wei & Wang, 2022
  - Tylototriton umphangensis Pomchote, Peerachidacho, Hernandez, Sapewisut, Khonsue, Thammachoti & Nishikawa, 2021
  - Tylototriton uyenoi Nishikawa, Khonsue, Pomchote & Matsui, 2013
  - Geknöpfter Birma-Krokodilmolch (Tylototriton verrucosus Anderson, 1871)
  - Tylototriton vietnamensis Böhme, Schöttler, Nguyen & Köhler, 2005
  - Tylototriton wenxianensis Fei, Ye & Yang, 1984
  - Tylototriton yangi Hou, Zhang, Zhou, Li & Lu, 2012
  - Tylototriton zaimeng Decemson, Lalremsanga, Elangbam, Mathipi, Shinde, Purkayastha, Arkhipov, Bragin & Poyarkov, 2023
  - Tylototriton ziegleri Nishikawa, Matsui & Nguyen, 2013

### Unterfamilie Salamandrinae

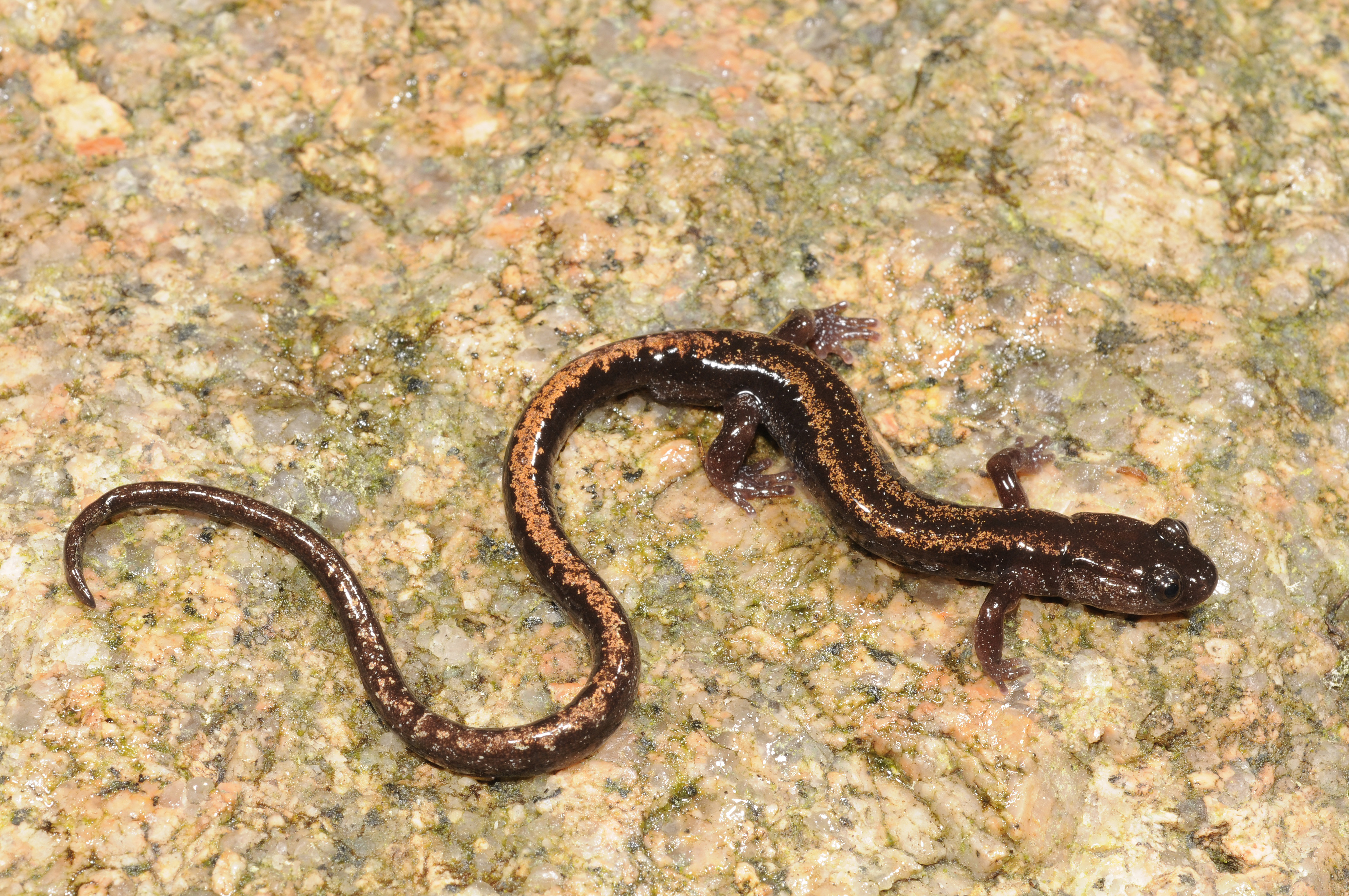
Goldstreifen-Salamander (Chioglossa lusitanica)

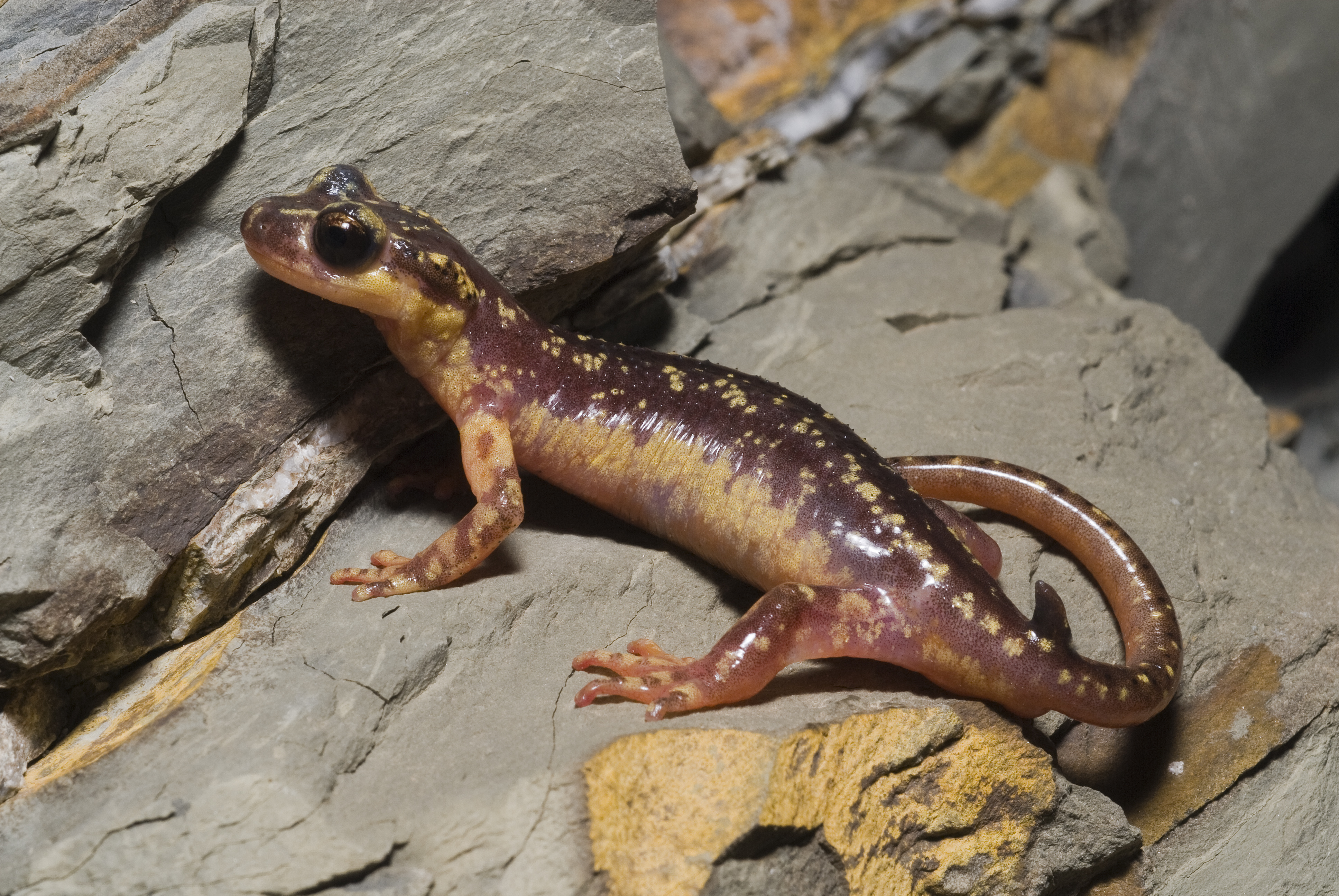
Karpathos-Salamander (Lyciasalamandra helverseni)

Kaukasus-Salamander (Mertensiella caucasica)

Die Unterfamilie Salamandrinae Goldfuss, 1820 umfasst 4 Gattungen mit 16 Arten
- Gattung Chioglossa Bocage, 1864
  - Goldstreifen-Salamander (Chioglossa lusitanica Bocage, 1864)
- Gattung Lykische Salamander (Lyciasalamandra Veith & Steinfartz, 2004)
  - Lyciasalamandra antalyana (Basoglu & Baran, 1976)
  - Lyciasalamandra atifi (Basoglu, 1967)
  - Lyciasalamandra billae (Franzen & Klewen, 1987)
    - Lyciasalamandra billae billae
    - Lyciasalamandra billae eikeae
    - Lyciasalamandra billae arikani
    - Lyciasalamandra billae irfani
    - Lyciasalamandra billae yehudahi

  - Lyciasalamandra fazilae (Basoglu & Atatür, 1974)
  - Lyciasalamandra flavimembris (Mutz & Steinfartz, 1995)
  - Karpathos-Salamander (Lyciasalamandra helverseni (Pieper, 1963))
  - Luschans Salamander (Lyciasalamandra luschani (Steindachner, 1891))
    - Lyciasalamandra luschani luschani (Steindachner, 1891)
    - Lyciasalamandra luschani basoglui Baran & Atatür, 1980
    - Lyciasalamandra luschani finikensis Basoglu & Atatür, 1975
- Gattung Mertensiella Wolterstorff, 1925 (2 Arten)
  - Kaukasus-Salamander (Mertensiella caucasica (Waga, 1876))
  - Mertensiella djanaschvilii Tartarashvili & Bakradze, 1989
- Gattung Salamandra Garsault, 1764 (6 Arten)
  - Nordafrikanischer Feuersalamander (Salamandra algira Bedriaga, 1883)
  - Alpensalamander (Salamandra atra Laurenti, 1768)
  - Korsischer Feuersalamander (Salamandra corsica Savi, 1838)
  - Kleinasiatischer Feuersalamander (Salamandra infraimmaculata (Martens, 1885))
  - Lanzas Alpensalamander (Salamandra lanzai Nascetti, Andreone, Capula & Bullini, 1988)
  - Feuersalamander (Salamandra salamandra (Linnaeus, 1758))

### Unterfamilie Salamandrininae

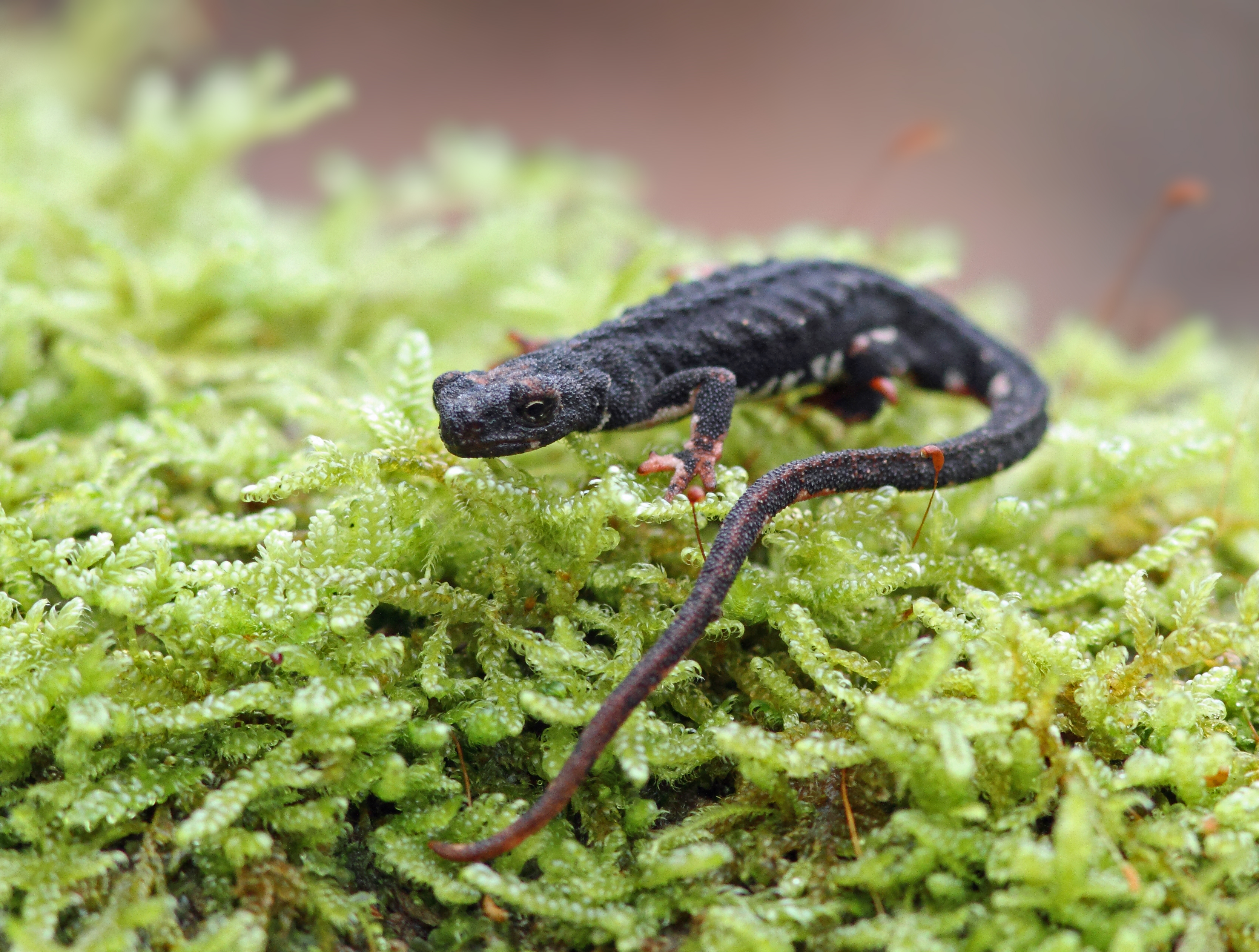
Nördlicher Brillensalamander (Salamandrina perspicillata)

Unterfamilie Salamandrininae Fitzinger, 1843 besteht nur aus der Gattung Salamandrina mit zwei Arten
- Gattung Brillensalamander (Salamandrina Fitzinger, 1826)
  - Nördlicher Brillensalamander (Salamandrina perspicillata (Savi, 1821))
  - Südlicher Brillensalamander (Salamandrina terdigitata (Bonnaterre, 1789))

### Taxonomische Änderungen
Der Südspanische Feuersalamander (Salamandra longirostris Joger & Steinfartz, 1994) wurde mit dem Feuersalamander (Salamandra salamandra (Linnaeus, 1758)) synonymisiert.
Lyciasalamandra arikani Göçmen & Akman, 2012, Lyciasalamandra yehudahi Göçmen & Akman, 2012 und Lyciasalamandra irfani Göçmen, Arikan & Yalçinkaya, 2011 sind Unterarten von Lyciasalamandra billae.
Die Gattungen Ichthyosaura, Lissotriton und Ommatotriton sind Abspaltungen des Taxons Triturus, unter dem bis vor wenigen Jahren die europäischen Wassermolche zusammengefasst worden sind. Calotriton ist eine Ausgrenzung aus der Gattung Euproctus und wird heute als Schwestertaxon der Gattung Triturus (s. str.) betrachtet. Die monotypische Gattung Laotriton wird in manchen Übersichten nicht unterschieden, sondern die betreffende Art den Warzenmolchen (hier: Paramesotriton laoensis) zugeordnet. Eine von einigen Autoren postulierte Gattung Pingia (mit der einzigen Art P. granulosa) wird als Synonym von Pachytriton granulosus verstanden. Mertensiella wird mittlerweile als Gattung mit nur noch zwei Arten aufgefasst, die Gattung Lykische Salamander wurde ausgegliedert.
Die Gattung Hypselotriton Wolterstorff, 1934, bestehend aus
- Hypselotriton chenggongensis (Kou & Xing, 1983)
- Hypselotriton cyanurus (Liu, Hu & Yang, 1962)
- Hypselotriton fudingensis (Wu, Wang, Jiang & Hanken, 2010)
- Hypselotriton glaucus (Yuan, Jiang, Ding, Zhang & Che, 2013)
- Hypselotriton orientalis (David, 1873) – Chinesischer Feuerbauchmolch
- Hypselotriton orphicus (Risch, 1983)
- Hypselotriton wolterstorffi (Boulenger, 1905) – Wolterstorff-Molch
- Hypselotriton yunnanensis (Yang, 1983)

wurde zwischenzeitlich wieder in die Gattung Cynops eingegliedert, die inzwischen nur aus dem Schwertschwanzmolch (Cynops ensicauda (Hallowell, 1861)) und dem Japanischen Feuerbauchmolch (Cynops pyrrhogaster (Boie, 1826)) bestand. Von einigen Autoren wurde diese Eingliederung rückgängig gemacht, um die Verwandtschaftsverhältnisse besser darstellen zu können. Inzwischen ist Hypselotriton durch Neubeschreibungen auf 11 Arten angewachsen.